# 아차항
아차항(阿此港)은 인천광역시 강화군 서도면 아차도리, 아차도 섬에 있는 소규모 어항이다.

## 어항 연혁
- 2006년 6월 13일 인천광역시장이 어촌어항법 제17조 규정에 의하여 지방어항 지정을 해제하였다.[1]

## 어항 구역
지방어항 해제 당시의 어항구역은 다음과 같다.(면적: 360,000m2)
- 수역: 아차도 동돌단산정, 주문도서단 산정 및 아차도 서남단을 순차적으로 연결한 선내수역
- 육역: 서도면 아차도리 17-1(잡종지), 산8(임야)